# Salinas de Janubio
Las salinas de Janubio son unas salinas del municipio de Yaiza en el Suroeste de Lanzarote en las islas Canarias (España). Son las salinas más extensas de Lanzarote y aún hoy siguen activas gracias al apoyo de la UE que las declaró espacio natural protegido.  Es considerado sitio de interés científico por el Gobierno de Canarias.

## Valores paisajísticos
Concitan una serie de valores paisajísticos y ecológicos que, junto a la complejidad y originalidad de su arquitectura salinera y la complejidad de sus sistemas hidráulicos, las convierten en uno de los ingenios salineros marinos más singulares. La construcción de las salinas se sitúa en el año 1895 por Vicente Lleó Benlliure quien la cedió a su sobrino hasta terminarla en 1945. La familia Padrón aún hoy desarrolla esta actividad.
La laguna donde se encuentran las salinas fue creada por erupciones volcánicas que crearon una barrera de lava entre el mar y la laguna que actualmente tiene una circunferencia de unos 1000 m y una profundidad media de unos tres metros.
Las salinas de Janubio han estado siempre ligadas a la pesca y a las industrias derivadas de ellas, pero el declive de la pesca, las nuevas técnicas de conservación y la competencia exterior ha provocado que su producción haya disminuido drásticamente. Valores patrimoniales, arquitectónicos, culturales, etnográficos, paisajísticos o medioambientales constituyen los principales atractivos de esta actividad tradicional salinera, industria centenaria y de las más antiguas de la isla.

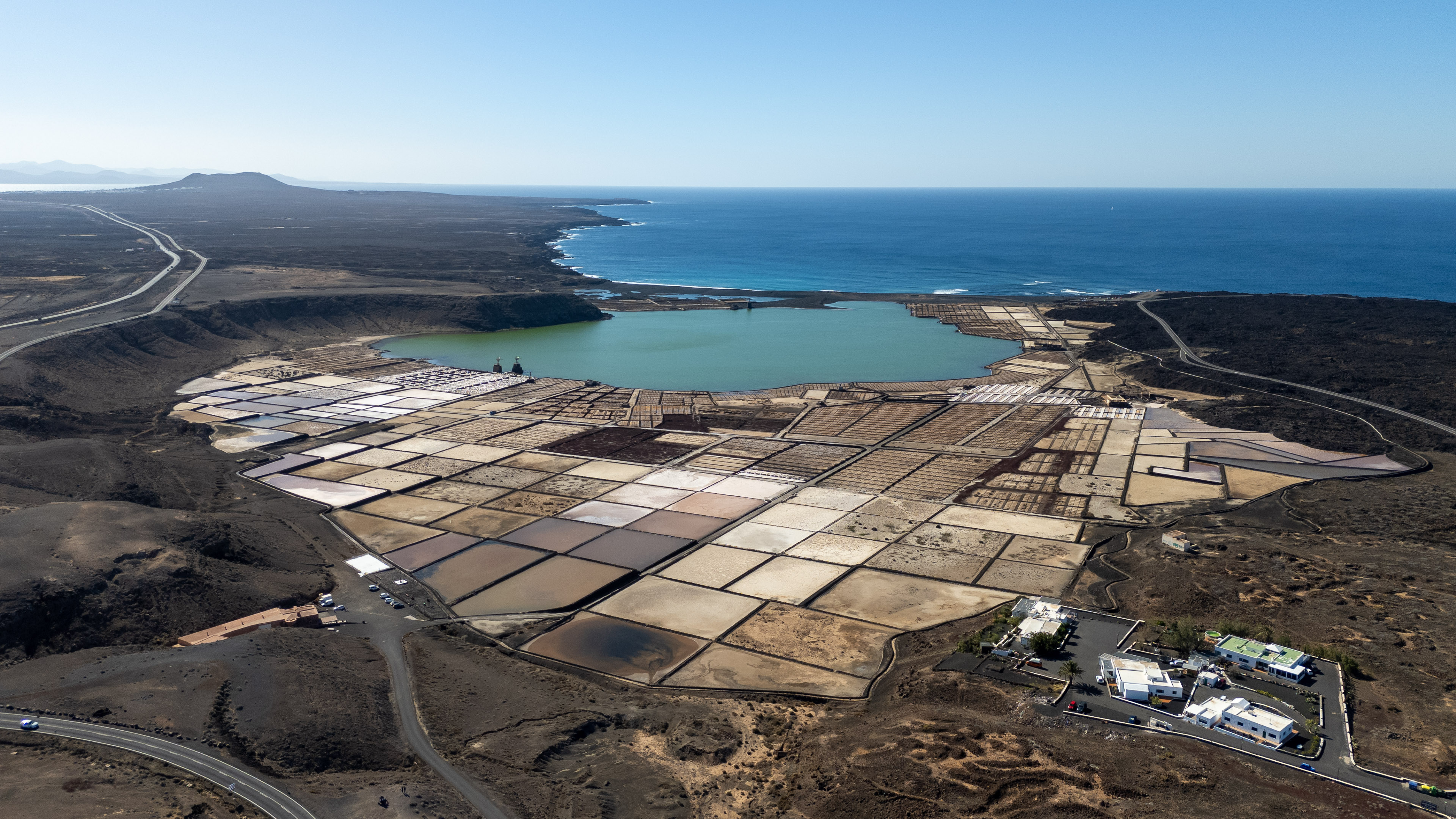
Vista aérea de las Salinas de Janubio

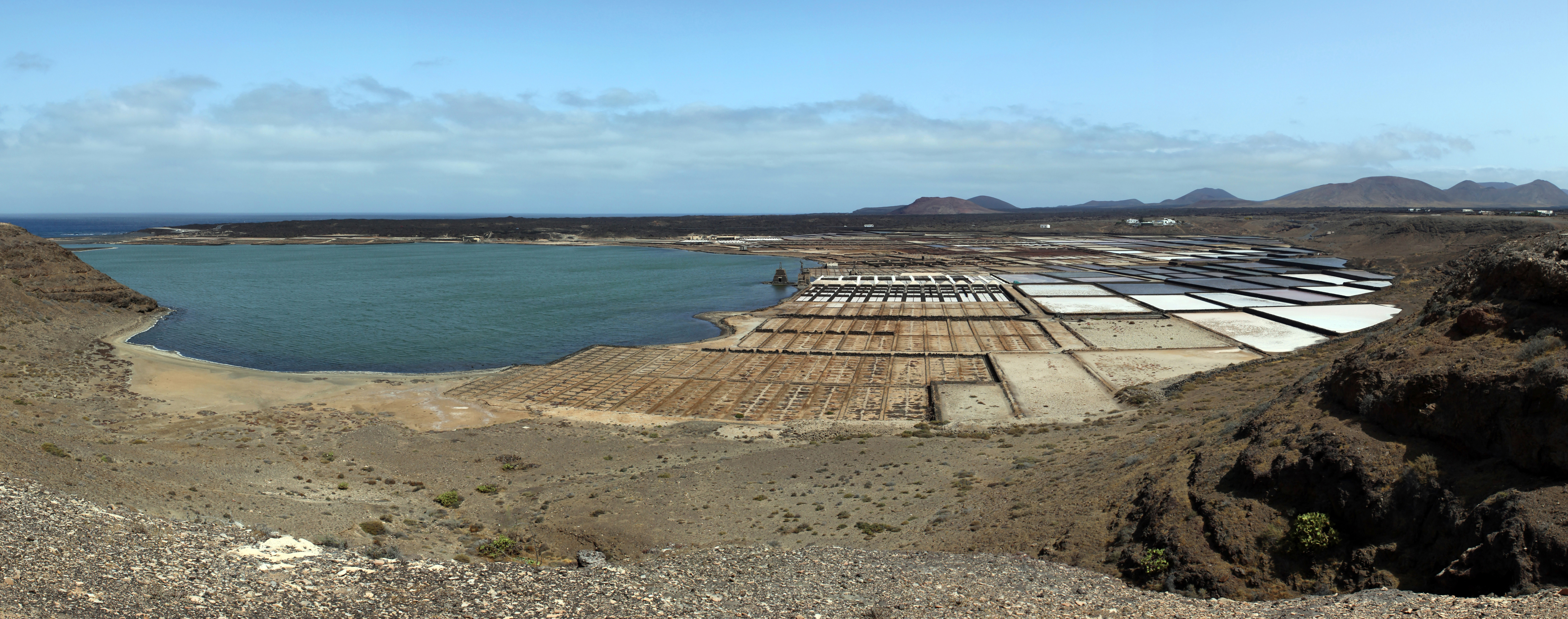
Panorama de las salinas de Janubio.

## Naturaleza
El color rojo que toman las salinas es debido a un pequeño crustáceo de color rojo, la artemia, aunque también existe un alga responsable de ese color, la Dunaliella salina. Las bacterias H. salinarum y H. halobium también aportan esta tonalidad de color, especialmente cuando la salinidad es muy alta. Además de estos organismos también se encuentran en las aguas saladas unos organismos llamados arqueas.
Constituyen lugar de refugio, nidificación y puesta de muchas aves acuáticas migradoras. Por ello, están incluidas en la red de zonas de especial protección para las aves (ZEPA).